# دوره سفالی میومان

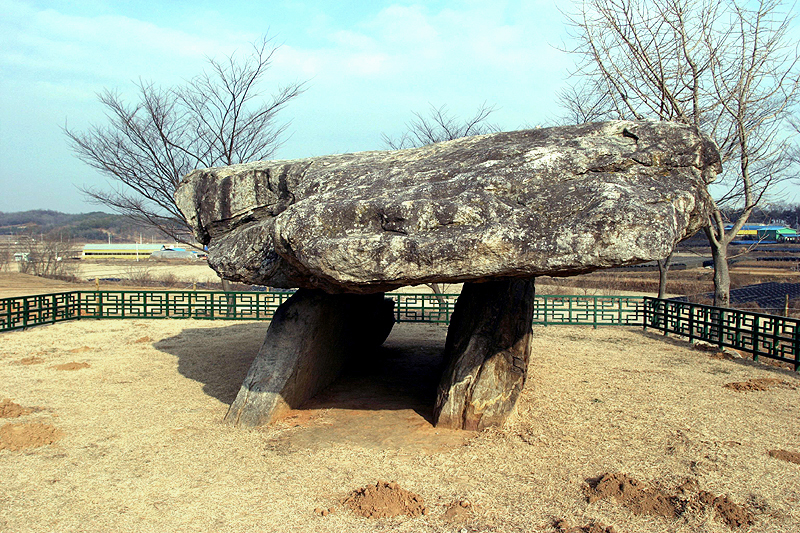

دوره سفالی میومان وابسته به دوره‌های ابتدایی تشکیل تاریخ کره است. به سال ۱۵۰۰ قبل از میلاد مسیح تا ۳۰۰ قبل از میلاد بازمی‌گردد (بعد از دوره سفالی جولمون).